# Mārtiņš Staķis
Mārtiņš Staķis (ur. 4 lipca 1979 w Tukumsie) – łotewski przedsiębiorca, dziennikarz i polityk, poseł na Sejm, w latach 2020–2023 burmistrz Rygi, poseł do Parlamentu Europejskiego X kadencji.

## Życiorys
Mārtiņš Staķis ukończył gimnazjum im. Rainisa w Tukumsie, później uzyskał licencjat w dziedzinie ekonomii i zarządzania na Uniwersytecie Łotwy. Kształcił się także w Helsinki School of Economics.
W 1999 rozpoczął pracę jako dyrektor ds. marketingu w norweskiej spółce „Narvesen”, prowadzącej na Łotwie sieć kiosków. W 2010 został przedstawicielem marki kawy „Illy” na Łotwie oraz właścicielem „Innocent Cafe” w Rydze. W 2015 podjął pracę jako dziennikarz prowadzący chrześcijańską audycję Saknes Debesīs w pierwszym kanale Latvijas Televīzija. Dołączył do paramilitarnej organizacji „Zemessardze”.
W wyborach w 2018 uzyskał mandat posła na Sejm z ramienia liberalnej koalicji Dla Rozwoju/Za!. Objął funkcję parlamentarnego sekretarza w resorcie obrony. W wyborach z 2020 był kandydatem koalicji Dla Rozwoju/Za! oraz Postępowych na urząd burmistrza Rygi. Uzyskał mandat radnego miejskiego, a w październiku 2020 został wybrany na urząd burmistrza łotewskiej stolicy. W 2022 zrezygnował z członkostwa w partii Ruch Za! i z reprezentowania liberalnej koalicji. Podczas jego urzędowania zlikwidowano kilka radzieckich i rosyjskich symboli w Rydze, w tym pomnik na Zadźwiniu. Przeprowadzono także reformę biletową. W 2023 miasto oficjalnie wsparło Riga Pride.
W lipcu 2023 podał się do dymisji z zajmowanego stanowiska, motywując to sporami w koalicji. Funkcję mera przejął Vilnis Ķirsis z Nowej Jedności. W styczniu 2024 dołączył do partii Postępowi. W tym samym roku z jej ramienia został wybrany na eurodeputowanego X kadencji.

## Życie prywatne
Żonaty, ma dwóch synów. Syn polityk Dagniji Staķe.